# Bullo Qoxle
Bullo Qoxle is een nederzetting in het District Lughaye (een van de vier districten binnen de regio Awdal), in de niet-erkende staat Somaliland, en dus juridisch nog steeds gelegen in Somalië.

Bullo Qoxle is niet meer dan een gehucht, bestaande uit een klein aantal cirkelvormige kralen, elk met slechts een paar hutjes, die op een rij langs de kust van de Golf van Aden liggen, ca. 2,3 km ten zuidoosten van de hoofdplaats van het district, Lughaye. Er zijn geen verharde wegen naar Lughaye of de rest van het district, dat grotendeels uit woestijnsteppe bestaat waar nomaden rondtrekken met vee, de zgn. Guban of ‘Banka Geeriyaad’ (vlakte des doods), en waar slechts enkele kleine dorpen liggen, op grote afstand van elkaar.
Klimaat: Bullo Qoxle heeft een woestijnklimaat. De gemiddelde jaartemperatuur is 30,2 °C. Juli is de warmste maand, gemiddeld 35,8 °C; januari is het koelste, gemiddeld 25,4 °C. In juni, juli en augustus kan de temperatuur gemakkelijk boven de 40 °C komen. De jaarlijkse regenval bedraagt ca. 54 mm. Er is geen regenseizoen; het is het gehele jaar droog met maximaal zo'n 10 mm neerslag per maand (in juli).